# 칼림페롭시스과
칼림페롭시스과(Calymperaceae)는 꼬리이끼목에 속하는 이끼과 중의 하나이다.

## 하위 속
| - Arthrocormus - Calymperes - 칼림페롭시스속 (Calymperopsis) - Exodictyon - Exostratum | - Leucophanes - Mitthyridium - 선오름이끼속 (Syrrhopodon) - Thyridium |